# Havemontbretia
Havemontbretia (Crocosmia × crocosmiiflora) er en plante i slægten Montbretia i Iris-familien. Den er en kunstigt fremavlet hybrid mellem arterne Crocosmia aurea og Crocosmia pottsii. Planten er fuldt hårdfør i Danmark og bruges ofte som prydplante i haver og parker. Desuden ses blomstrende stængler til salg som snitblomster.

## Beskrivelse
Havemontbretia er en flerårig, urteagtig plante, en staude, som har oprette til overhængende stængler. Planten danner en grundstillet tue, der består af smalle og græslignende blade. Det helrandede blad er helrandet og linjeformet med v-formet tværsnit, og det har en kraftig midterribbe. Begge bladsider er lysegrønne. Blomstringen foregår i juli-september. Blomsterne er samlet i endestillede aks med uregelmæssige, orangerøde blomster. Frugterne er knudrede kapsler, der hver rummer et par sorte frø.
Rodsystemet består af en lodret knold, der bærer talrige smårødder.

## Hjemsted
Planten er en hybrid, så man kan ikke udpege noget egentligt hjemsted. Den danner ofte spiredygtige frø i bl.a. Portugal, Frankrig, Irland, Storbritannien og (efter varme somre) også i Danmark.

## Galleri
- Knolde og rødder
- Blomster
- Frøstande
- Habitat
(naturaliseret)